# وودسايد بارك (محطة مترو أنفاق لندن)
وودسايد بارك (بالإنجليزية: Woodside Park)‏ هي إحدى محطات مترو أنفاق لندن. تقع على خط نورذيرن أفتتحت في المنطقة (Zone) رقم 4 أفتتحت في 1 أبريل 1872، 12 أبريل 1940.